# Steven Pienaar
Steven Jérôme Pienaar (ur. 17 marca 1982 w Johannesburgu) – południowoafrykański piłkarz, który występował na pozycji pomocnika. W latach 2002–2012 wielokrotny reprezentant Południowej Afryki. Uczestnik Mistrzostw Świata 2002 i 2010 oraz Pucharu Narodów Afryki 2008.
Najwięcej występów w swojej karierze zaliczył dla angielskiego Evertonu. Występował również m.in. w takich klubach jak: Ajax Amsterdam, Borussia Dortmund czy Tottenham Hotspur.

## Sukcesy

### Ajax Amsterdam
- Mistrzostwo Holandii: 2001/02, 2003/04
- Puchar Holandii: 2001/02
- Superpuchar Holandii: 2001/02
- Uczestnik Ligi Mistrzów: 2002/03, 2003/04, 2004/05, 2005/06

### Tottenham Hotspur
- Uczestnik Ligi Mistrzów: 2010/11

### Bidvest Wits
- Carling Knockout Cup: 2017/18

### Reprezentacyjna RPA
- Uczestnik Mistrzostw Świata 2002, 2010
- Uczestnik Pucharu Narodów Afryki: 2008[2]
- Uczestnik Pucharu Konfederacji: 2009